# Aepeomys lugens
Aepeomys lugens és una espècie de mamífer rosegador de la família dels cricètids. És endèmic dels Andes de Veneçuela, on viu a altituds d'entre 1.900 i 3.500 msnm. Es tracta d'un animal nocturn i insectívor. Els seus hàbitats naturals són les selves nebuloses, els boscos estacionals i els páramos. Es creu que no hi ha cap amenaça significativa per a la supervivència d'aquesta espècie, tot i que la destrucció d'hàbitat podria esdevenir-ho en el futur.